# 故夢
《故夢》，中国大陆华谊兄弟出品的电视连续剧，于2008年开机拍摄，2009年播出。改編自台灣小說家林佩芬的作品。2010年1月13日 年代MUCH台 台灣首播。

## 演员名单
| 演員   | 角色 |
| 陳 坤  | 陸天恩，家中獨苗，愛去茶館聽戲而喜歡上唱大鼓的水飄萍，排斥媒妁之言的婚姻，但在無奈之下與第一任妻子表妹金靈芝結婚; |
| 胡 可  | 金靈芝，格格，的第一任妻子，民國初年家道中落，不得已嫁進陸家，因腹中胎兒早產而死 |
| 羅海瓊 | 秦燕笙，秦朱氏的女兒，陸天恩的第二任妻子，才學俱優，個性剛强、獨立自主;與陸天恩離婚後赴歐洲留学，多年后返國，在上海發表文章，竟與與天恩的第三任妻子汪蓮君结為好友，繼而與陸天恩重逢，幾個人之間的關係有如被命運捉弄一般，纠葛得難以理清。 |
| 李小冉 | 汪蓮君，陸天恩的第三任妻子，本是陸夫人中意的人選，陸天恩因母命難違而娶;她外柔而内剛，面對不愉快的婚姻，既忍耐了一生，也獨自撫養女兒長大成人。                                                                                             |
| 熊乃瑾 | 水飄萍、小韻仙，也是大戶人家的小姐，雖然身患肺病，但因家道中落所以必須靠水飄萍一人支撐家中開銷，與陸天恩相愛，最後因病而死 |
| 朱丹   | 姚芷英 |
| 郑佩佩 | 陸老夫人，親王格格 |
| 毕彦君 | 陸正波，親王，曾支持維新變法失敗，禁止家中人與有復辟想法的人來往與談論有關的言論 |
| 王 靜  | 陸夫人，親王福晉，打理陸家大小事 |
| 馮 雷  | 榮 安，與陸家是世交也是陸天恩最好的朋友 |
| 梁丹妮 | 秦朱氏，陸天恩的奶媽 |
| 蔡雅同 | 涟漪，金靈芝陪嫁的丫鬟 |
| 何賽飛 | 瑾太妃 |
| 蔣依依 | 小陸海棠 |

## 外部連結
- （简体中文）北京卫视热播《故梦》分集剧情介绍（页面存档备份，存于）
- 互联网电影数据库（IMDb）上《故夢》的资料（英文）
- 豆瓣电影上《故夢》的資料 （简体中文）